# ボブ・ブルックマイヤー
ボブ・ブルックマイヤー（Bob Brookmeyer、本名：Robert Edward Brookmeyer、1929年12月19日 - 2011年12月15日）は、アメリカ合衆国のトロンボーン奏者、ピアニスト、編曲家、作曲家。
ミズーリ州カンザスシティ生まれ。ジェリー・マリガンのカルテットに1954年から1957年まで在籍したときに名声を得た。その後、ジミー・ジュフリーと共演し、マリガンのコンサート・ジャズ・バンドに復帰した。

## 略歴

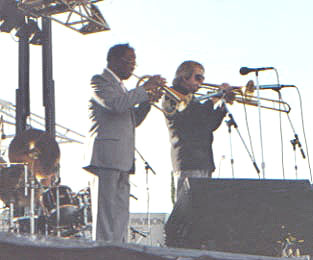
1980年代。クラーク・テリーと。

1929年、カンザスシティ生まれ。一人っ子だった。
ハイティーンでプロになる。カンザスシティ音楽学校に入学し、卒業はしなかった。テックス・ベネキーとレイ・マッキンレーのビッグバンドでピアノを弾く。
1950年代初頭にクロード・ソーンヒル楽団に移った時にトロンボーンに専念。
1950年代はスタン・ゲッツ、ジェリー・マリガンのバンドにいた。
1960年代にはニューヨークのナイトクラブ、『The Merv Griffin Show』などのテレビ番組のハウスバンド、作曲家のレイ・チャールズ (Charles Raymond Offenberg）などの編曲などの仕事をした。
1960年代初頭にクラーク・テリーとバンドで共演し、そこそこ成功する。 
1965年2月にはテリーとBBC2の番組『Jazz 625』に出演した。
1968年ロサンゼルスに移住。スタジオ・ミュージシャンになる。10年間西海岸にいて、アルコール依存症に陥るも、中毒を克服し、ニューヨークに戻る。1979年のサド・ジョーンズ / メル・ルイス・ジャズ・オーケストラの音楽監督になる。当時は作曲はしなかった。
1980年代からはヨーロッパのジャズバンドのために作曲し、共演した。オランダに音楽学校を創設・経営し、ボストンのニューイングランド音楽学校で教えた。
2005年、クラウドファンディングの「ArtistShare」に参加し、自身のNew Art Orchestraによる3枚目のアルバムを制作すると発表。翌年『Spirit Music』として発売し、グラミー賞にノミネートされた。
同年、国民芸術基金の「ジャズ・マスター」に選ばれた。
死の直前に発表されたヴァンガード・ジャズ・オーケストラのアルバム『Forever Lasting』で8回目のグラミー・ノミネートとなる。
2011年12月15日、誕生日直前にニューハンプシャー州ニューロンドンで亡くなった。

## ディスコグラフィ

### リーダー・アルバム
- Bob Brookmeyer Quartet (1954年、Pacific Jazz)
- 『ボブ・ブルックマイヤー・フィーチャリング・アル・コーン』 - Storyville Presents Bob Brookmeyer Featuring Al Cohn (1954年、Storyville)
- 『ザ・デュアル・ロール・オブ・ボブ・ブルックマイヤー』 - The Dual Role of Bob Brookmeyer (1955年、Prestige)
- Bob Brookmeyer Plays Bob Brookmeyer and Some Others (1955年、Clef)
- 『ウーイー』 - Whooeeee (1956年、Storyville) ※with ズート・シムズ
- 『ボブ・ブルックマイヤー・クインテット』 - Bob Brookmeyer Quintet (1956年、Vogue)
- Urso and Brookmeyer (1956年、Savoy) ※with フィル・アーソ
- Brookmeyer (1957年、Vik)
- 『トラディショナル・リビジテッド』 - Traditionalism Revisited (1957年、World Pacific)
- 『ザ・ストリート・スウィンガーズ』 - The Street Swingers (1958年、World Pacific)
- They Met at the Continental Divide (1959年、Warner Bros.) ※with Trombones Inc.
- Kansas City Revisited (1959年、United Artists)
- 『アイヴォリー・ハンターズ』 - The Ivory Hunters (1959年、United Artists) ※with ビル・エヴァンス
- 『ジャズ・イズ・ア・キック』 - Jazz Is a Kick (1960年、Mercury)
- Portrait of the Artist (1960年、Atlantic)
- The Blues Hot and Cold (1960年、His Master's Voice)
- 『グルーミー・サンデイ・アンド・アザー・ブライト・モーメンツ』 - Gloomy Sunday and Other Bright Moments (1961年、Verve)
- 7 x Wilder (1961年、Verve)
- 『トロンボーン・ジャズ・サンバ』 - Trombone Jazz Samba (1962年、Verve)
- 『ブルックマイヤー&フレンズ』 - Bob Brookmeyer and Friends (1965年、Columbia)
- 『ザ・ボブ・ブルックマイヤー・スモール・バンド』 - The Bob Brookmeyer Small Band (1978年、Gryphon)
- Back Again (1979年、Sonet)
- Through a Looking Glass (1981年、Finesse)
- 『オスロ』 - Oslo (1987年、Concord Jazz)
- 『モーニング・ファン』 - Morning Fun (1989年、Black Lion) ※with ズート・シムズ
- Electricity (1994年、ACT)
- As It Happened Vol. 1 (1994年、Jazz Heritage) ※with Roger Kellaway
- Paris Suite (1995年、Challenge)
- Out of This World (1998年、Koch)
- 『オールド・フレンズ』 - Old Friends (1998年、Storyville)
- New Works Celebration (1999年、Challenge)
- 『トゥギャザー』 - Together (1999年、Challenge) ※with マッズ・ヴィンディング
- Madly Loving You (2001年、Challenge)
- 『ホリデイ〜ボブ・ブルックマイヤー・プレイズ・ピアノ』 - Holiday - Bob Brookmeyer Plays Piano (2001年、Challenge)
- Get Well Soon (2003年、Challenge)
- Stay Out of the Sun (2003年、Challenge)
- Island (2003年、Artists House) ※with ケニー・ホイーラー
- Spirit Music (2006年、ArtistShare)

### 参加アルバム
マニー・アルバム
- The Jazz Workshop (1956年、RCA Victor)
- Play Music from the Broadway Musical West Side Story (1957年、Coral)
- Manny Albam and the Jazz Greats of Our Time (1957年、Coral)
- Sophisticated Lady (1958年、Coral)
- The Blues Is Everybody's Business (1958年、Coral)
- Steve's Songs (1958年、Dot)
- Jazz Horizons: Jazz New York (1959年、Dot)
- Brass on Fire (1966年、Solid State)

スタン・ゲッツ
- 『インタープリテーションズ #3』 - Interpretations by the Stan Getz Quintet (1954年、Norgran)
- 『スタン・ゲッツ・アット・ザ・シュライン』 - Stan Getz at The Shrine (1955年、Norgran)
- Stan Getz and the Cool Sounds (1957年、Verve)
- 『スタン・ゲッツ&ボブ・ブルックマイヤー』 - Recorded Fall 1961 (1961年、Verve)
- Jazz Samba (1962年、Verve)
- 『黒いオルフェ』 - Big Band Bossa Nova (1962年、Verve)

ジミー・ジュフリー
- 『トラヴェリン・ライト』 - Trav'lin' Light  (1958年、Atlantic)
- The Four Brothers Sound (1959年、Atlantic)
- 『ウェスタン組曲』 - Western Suite (1960年、Atlantic)

ジェリー・マリガン
- Paris Concert (1955年、Pacific Jazz)
- California Concerts (1955年、Pacific Jazz)
- 『プレゼンティング』 - Presenting the Gerry Mulligan Sextet (1955年、EmArcy)
- 『ストリーヴィルのジェリー・マリガン』 - Recorded in Boston at Storyville (1957年、Pacific Jazz)
- The Teddy Wilson Trio & Gerry Mulligan Quartet with Bob Brookmeyer at Newport (1957年、Verve)
- The Concert Jazz Band (1960年、Verve)
- Gerry Mulligan and the Concert Jazz Band at the Village Vanguard (1961年、Verve)
- 『ジェリー・マリガン・プレゼンツ・ア・コンサート・イン・ジャズ』 - Gerry Mulligan Presents a Concert in Jazz (1961年、Verve)
- Gerry Mulligan and the Concert Jazz Band on Tour (1962年、Verve)
- 『ザ・ジェリー・マリガン・クァルテット』 - The Gerry Mulligan Quartet (1962年、Verve)
- Spring Is Sprung (1963年、Philips)
- 『ナイト・ライツ』 - Night Lights (1963年、Philips)
- Butterfly with Hiccups (1964年、Limelight)

ドン・セベスキー
- Three Works for Jazz Soloists & Symphony Orchestra (1979年、Gryphon)
- I Remember Bill (1998年、RCA Victor)
- Joyful Noise (1999年、RCA Victor)

ズート・シムズ
- Tonite's Music Today (1956年、Storyville)
- The Modern Art of Jazz (1956年、Dawn)
- 『ストレッチング・アウト』 - Bob Brookmeyer Octet Stretching Out (1959年、United Artists)
- 『チョイス』 - Choice (1961年、Pacific Jazz)
- Suitably Zoot (1979年、Pumpkin)

クラーク・テリー
- 『パワー・オブ・ポジティブ・スウィンギング』 - The Power of Positive Swinging (1965年、Mainstream)
- 『トゥナイト』 - Tonight (1965年、Mainstream)
- 『ジンジャーブレッド・メン』 -  Gingerbread Men (1966年、Mainstream)
- Previously Unreleased Recordings (1973年、Verve)
- Gingerbread Gal (1974年、Mainstream)
- What'd He Say (1974年、Mainstream)

その他
- キャノンボール・アダレイ : 『アフリカン・ワルツ』 - African Waltz (1961年、Riverside)
- スティーヴ・アレン : ...And All That Jazz (1959年、Dot)
- スティーヴ・アレン : Soulful Brass #2 (1969年、Flying Dutchman)
- ベニー・アロノフ : 『シャドウ・ボックス』 - Shadow Box (1979年、Choice)
- チェット・ベイカー : Chet Baker Sextet (1954年、Pacific Jazz)
- チェット・ベイカー : The Trumpet Artistry of Chet Baker (1955年、Pacific Jazz)
- ルビー・ブラフ :Blowing Around the World (1959年、United Artists)
- カナディアン・ブラス : Swingtime! (1995年、RCA Victor)
- ボビー・ブライアント : The Jazz Excursion into Hair (1969年、Pacific Jazz)
- モンティ・バドウィッグ : Dig (1979年、Concord Jazz)
- ラルフ・バーンズ : Where There's Burns There's Fire (1961年、Warwick)
- ケニー・バレル : Both Feet On the Ground (1973年、Fantasy)
- ゲイリー・バートン : The Groovy Sound of Music (1965年、RCA Victor)
- レイ・チャールズ : The Genius of Ray Charles (1959年、Atlantic)
- テディ・チャールズ : Teddy Charles Featuring Bobby Brookmeyer (1954年、Prestige)
- テディ・チャールズ : 『ハンプに捧ぐ』 - Salute to Hamp Flyin' Home (1959年、Bethlehem)
- トニー・コー : Captain Coe's Famous Racearound (1996年、Storyville)
- アル・コーン : 『アル・コーン・クインテット・フィーチャリング・ボブ・ブルックマイヤー』 - The Al Cohn Quintet Featuring Bobby Brookmeyer (1957年、Coral)
- アル・コーン : Son of Drum Suite (1961年、RCA Victor)
- アル・ジャズボ・コリンズ : Presents Swinging at the Opera (1960年、Everest)
- ジョン・ダンクワース : The Zodiac Variations (1965年、Fontana)
- イリアーヌ・イリアス、ボブ・ブルックマイヤー : Play the Music of Eliane Elias Impulsive! (1997年、Stunt)
- ビル・エヴァンス : Waltz for Debby (2012年、Not Now Music)
- ギル・エヴァンス : Into the Hot (1962年、Impulse!)
- ハロルド・ファーバーマン、ガンサー・シュラー : Dedicated to Dolphy (1966年、Cambridge)
- デイヴ・フリッシュバーグ : You're A Lucky Guy (1978年、Concord Jazz)
- カーティス・フラー : Cabin in the Sky (1970年、ABC Impulse!)
- テリー・ギブス : Swingin' with Terry Gibbs and His Orchestra (1956年、EmArcy)
- アストラッド・ジルベルト : The Shadow of Your Smile (1965年、Verve)
- バディ・グレコ : I Like It Swinging (1961年、Columbia)
- ボビー・ハケット : Creole Cookin' (1967年、Verve)
- ジム・ホール : Live at Town Hall Vol. One (1991年、Musicmasters)
- ジム・ホール : 『ライヴ・アット・ザ・ノース・シー・ジャズ・フェスティバル』 - Live at the North Sea Jazz Festival (1999年、Challenge)
- ジュディ・ホリデイ : Holliday with Mulligan (1980年、DRG)
- ナンシー・ハーロウ : You're Nearer (1986年、Tono)
- ナンシー・ハーロウ : 『ストリート・オブ・ドリームス』 - Street of Dreams (1989年、Poljazz)
- ウディ・ハーマン : The Herd Rides Again (1958年、Everest)
- ウディ・ハーマン : The Fourth Herd (1960年、Jazz Legacy)
- ウディ・ハーマン : Woody Herman & the Fourth Herd (1972年、Windmill)
- チャビー・ジャクソン : Chubby Takes Over (2005年、Empire)
- サド・ジョーンズ & メル・ルイス : Presenting Thad Jones Mel Lewis & the Jazz Orchestra (1966年、Solid State)
- サド・ジョーンズ & メル・ルイス : Live at the Village Vanguard (1967年、Solid State)
- テディ・キング : 『ナウ・イン・ヴォーグ』 - Now in Vogue (1955年、Vogue)
- ミシェル・ルグラン : Plays Richard Rodgers (1963年、Philips)
- メル・ルイス : Make Me Smile & Other New Works by Bob Brookmeyer (1982年、Finesse)
- ハリー・ルーコフスキー : Stringsville (1959年、Atlantic)
- チャーリー・マリアーノ : 『ジャズ・ポートレイト』 - A Jazz Portrait of Charlie Mariano (1963年、Regina)
- ゲイリー・マクファーランド : 『努力しないで出世する方法』 - The Jazz Version of "How to Succeed in Business without Really Trying" (1962年、Verve)
- ゲイリー・マクファーランド : Tijuana Jazz (1966年、Impulse!)
- レッド・ミッチェル : 『ハッピー・マイナー』 - Happy Minors (1955年、Bethlehem)
- セロニアス・モンク : Monk's Blues (1992年、Columbia)
- ブリュー・ムーア : Brothers and Other Mothers Vol. 2 (1979年、Savoy)
- レッド・ノーヴォ : Red's Rose Room Red's Blue Room (1976年、RCA Camden)
- アニタ・オデイ : 『オール・ザ・サッド・ヤング・メン』 - All the Sad Young Men (1962年、Verve)
- ババトゥンデ・オラトゥンジ : High Life! (1963年、Columbia)
- フリーダ・ペイン : After the Lights Go Down Low and Much More!!! (1963年、Impulse!)
- オスカー・ペティフォード : 『アナザー・ワン』 - Another One (1955年、Bethlehem)
- ミシェル・ペトルチアーニ : 『ボース・ワールズ』 - Both Worlds (1997年、Dreyfus)
- ビル・ポッツ : The Jazz Soul of Porgy & Bess (1959年、United Artists)
- ジミー・レイニー : Jimmy Raney Featuring Bob Brookmeyer (1956年、ABC-Paramount)
- ジミー・レイニー : Jimmy Raney in Three Attitudes (1957年、ABC-Paramount)
- ティト・ロドリゲス : Live at Birdland (1963年、Bomba)
- ジョージ・ラッセル : 『ニューヨーク、N.Y.』 - New York N.Y. (1959年、Decca)
- ジョージ・ラッセル : Jazz in the Space Age (1960年、Decca)
- ピー・ウィー・ラッセル & コールマン・ホーキンス : 『ジャズ・リユニオン』 - Jazz Reunion (1961年、Candid)
- ラロ・シフリン : 『サンバ・パラ・ドス』 - Samba Para Dos (1963年、Verve)
- ヘレン・シュナイダー : Right As the Rain (1995年、Tomato)
- トム・スコット : Tom Scott in L.A. (1975年、Flying Dutchman)
- バド・シャンク : Bud Shank and Bob Brookmeyer (1954年、Pacific Jazz)
- バド・シャンク : The Saxophone Artistry of Bud Shank (1956年、Pacific Jazz)
- キャロル・スローン : Out of the Blue (1962年、Columbia)
- アンリ・テキシェ : Respect (1997年、Label Bleu)
- ボブ・シール : Head Start (1969年、Flying Dutchman)
- トゥーツ・シールマンス : Yesterday & Today (2012年、Out Of The Blue)
- ジェレミー・ウデン : Torchsongs (2006年、Fresh Sound)
- フィル・アーソ : The Philosophy of Urso (1985年、Savoy)
- ヘレン・ウォード、ピーナッツ・ハッコー : With a Little Bit of Swing (1958年、RCA Victor)
- ジョージ・ウィリアムズ : Put On Your Dancing Shoes (1960年、United Artists)
- ジョー・ウィリアムズ : Presenting Joe Williams and Thad Jones Mel Lewis, the Jazz Orchestra (1966年、Solid State)
- ポール・ウィリアムズ : Just an Old Fashioned Love Song (1971年、A&M)

## 参照
1. ↑  「ボブ・ブルックメイヤー」の表記もある。
2. ↑  Berendt, Joachim (1976). The Jazz Book. Paladin. pp. 380
3. ↑  Berendt, Joachim (1976). The Jazz Book. Paladin. pp. 384
4. ↑  Berendt, Joachim (1976). The Jazz Book. Paladin. pp. 199
5. ↑  “Tribute to Bob Brookmeyer”.   clarkterry.com (2011年12月19日). 2014年2月10日閲覧。
6. ↑  artsjournal obituary. Archived 2012年5月21日, at the Wayback Machine.